# Bytschkowo
Bytschkowo (russisch Бычково, deutsch Kaydann) ist ein Ort in der russischen Oblast Kaliningrad (Gebiet Königsberg (Preußen)) und gehört zur Prawdinskoje gorodskoje posselenije (Stadtgemeinde Prawdinsk (Friedland (Ostpr.))) im Rajon Prawdinsk (Kreis Friedland).

## Geographische Lage
Bytschkowo liegt südöstlich von Prawdinsk (Friedland (Ostpr.)) an einer Nebenstraße, die die Rajonshauptstadt und Kostjukowka (Heyde) mit Sewskoje (Böttchersdorf) an der russischen Fernstraße A 196 (ehemalige deutsche Reichsstraße 131) verbindet. Böttchersdorf war bis 1945 auch die nächste Bahnstation an der Bahnstrecke von Königsberg (heute russische: Kaliningrad) nach Angerburg (heute polnisch: Węgorzewo), die nicht mehr in Betrieb ist. Westlich des Dorfes befindet sich der Reihersee an der Alle.

## Geschichte
Der ehedem Kaydann genannte Ort war am 9. April 1874 eine der sieben kommunalen Einheiten, die den neu errichteten Amtsbezirk Lindenau (heute auf polnischem Staatsgebiet gelegen mit dem Namen: Lipica) bildeten. Dieser gehörte bis zum Jahre 1945 zum Landkreis Gerdauen im Regierungsbezirk Königsberg der preußischen Provinz Ostpreußen.
Im Jahre 1910 waren in Kaydann 198 Einwohner registriert, 1933 waren es 222 und 1939 noch 217.
1945 kam Kaydann mit dem nördlichen Ostpreußen zur Sowjetunion und erhielt 1947 den Namen „Bytschkowo“. Bis zum Jahr 2009 war der Ort innerhalb der seit 1991/92 russischen Oblast Kaliningrad in den Sewski sowjet (Dorfsowjet Sewskoje (Böttchersdorf)) eingegliedert. Seither ist Bytschkowo – aufgrund einer Struktur- und Verwaltungsreform – eine als „Siedlung“ (russisch: possjolok) eingestufte Ortschaft innerhalb der Prawdinskoje gorodskoje posselenije (Stadtgemeinde Prawdinsk (Friedland (Ostpr.))) im Rajon Prawdinsk.

## Kirche
Bei seiner mehrheitlich evangelischen Bevölkerung war Kaydann bis 1945 in das Kirchspiel Groß Schönau–Lindenau (heute: Peskowo in Russland–Lipica in Polen) eingepfarrt. Es gehörte zum Kirchenkreis Gerdauen (heute russisch: Schelesnodoroschny) in der Kirchenprovinz Ostpreußen der Kirche der Altpreußischen Union.
Heute liegt Bytschkowo im Einzugsbereich der evangelischen Gemeinde in Prawdinsk (Friedland (Ostpr.)), die eine Filialgemeinde der Auferstehungskirche in Kaliningrad (Königsberg) ist. Sie gehört zur Propstei Kaliningrad der Evangelisch-Lutherischen Kirche Europäisches Russland (ELKER).

## Persönlichkeit des Ortes
- Franz Friedrich Laufer (* 16. Juni 1858 in Kaydann; † 1937), preußischer Polizeikommissar